# Sprint (développement logiciel)
Cet article concerne la brève rencontre. Pour l'itération de développement, voir Scrum (développement).
Ne doit pas être confondu avec Design sprint.
En développement logiciel, un sprint est un rassemblement de personnes impliquées dans un projet afin de se concentrer sur le développement de ce projet. Un sprint dure en général de deux à sept jours. Ce type d'évènement est devenu populaire au sein de certains projets de logiciels libres. Par exemple, le projet PyPy est essentiellement développé durant des sprints réguliers rassemblant la majorité de l'équipe internationale de développeurs.
Les sprints ont souvent lieu à proximité de conférences fréquentées par la plus grande part de l'équipe de projet, mais ils peuvent également être hébergés par l'un des participants au sein de ses locaux, ou dans un autre lieu intéressant.
Les sprints sont organisés autour d'idées provenant de la méthode de gestion du développement logiciel Extreme Programming. Le sprint est dirigé par un coach qui suggère les tâches, en suit l'avancement et s'assure qu'aucun participant n'est bloqué. La plus grande part du développement est effectuée en binôme. Un espace aménagé en open space est souvent choisi pour la communication efficace qu'il permet.
Le sujet des sprints peut varier. Durant certains sprints, de nouveaux contributeurs au projet sont accueillis et formés de façon accélérée par un travail concret en binôme avec un membre plus expérimenté. La première partie de ces sprints est habituellement consacrée à la préparation, la présentation de tutoriels, la mise en place de la configuration réseau et des clones CVS ou Subversion sur l'ordinateur de chaque participant. Un autre type de sprint rassemble uniquement l'équipe principale et permet d'accomplir d'importantes tâches de façon concentrée.
Un avantage essentiel de l'organisation de sprints, est que les membres du projet se rencontrent en personne de manière conviviale et établissent une communication plus efficace que lorsqu'ils travaillent ensemble à distance.

## Dans le logiciel libre
Le fait d'utiliser les sprints pour le développement de logiciel libre a été initié par la Zope Corporation au début du projet Zope 3. Entre janvier 2002 et janvier 2006, plus de trente sprints Zope 3 ont eu lieu.